# Rozhledna Špicák (Strečno)
Rozhledna Špicák, slovensky Rozhľadňa Špicák nebo Rozhľadňa Strečno, se nachází nad vesnicí Strečno nad řekou Váh a potokem Javorinka v okrese Žilina v Žilinském kraji na Slovensku. Dřevěná rozhledna s výškou 8,2 m, je přístupná jen pěšky a nachází se na vápencovém skalisku v nadmořské výšce 620 m, v okrajové části Lúčanské Malé Fatry (subprovincie pohoří Malá Fatra). Rozhledna, která byla otevřena v roce 2018, je přístupná pěšky po značené trase ze Strečna přes vyhlídku Na Baště při cestě na blízký vrchol Havran a Sedla pod Kojšovou. Rozhledna je volně přístupná.

## Další informace
Místo nabízí výhled na údolí řeky Váh a okolní hory. Při dobré viditelnosti lze z rozhledny vidět 4 hrady (Strečno, Starý hrad, Budatínsky hrad a Lietavský hrad).
U rozhledny je umístěna lavička.
Hrad Strečno se nachází nedaleko na protilehlém vrcholu.

## Galerie

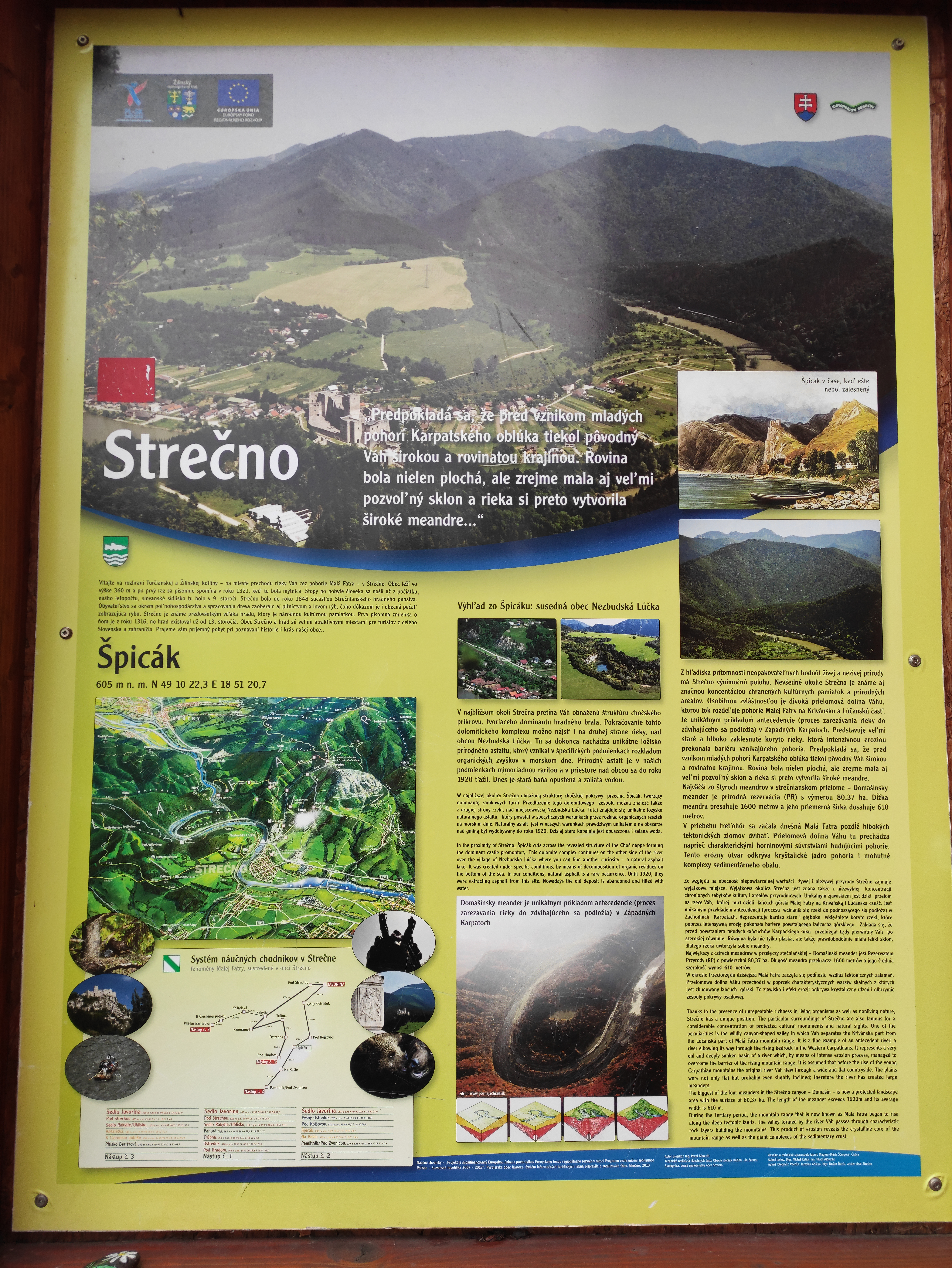
Informační tabule na místě
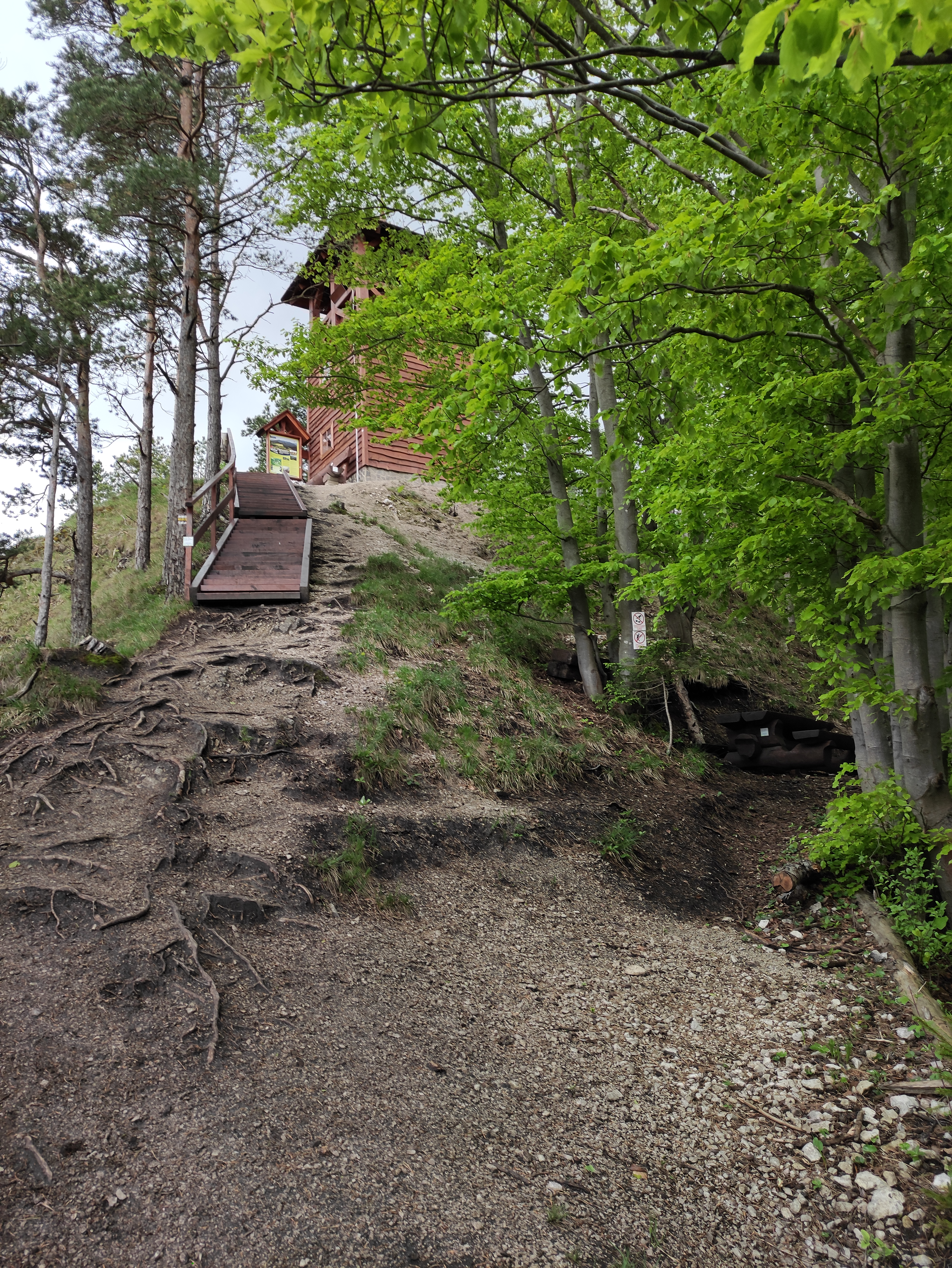
Pod rozhlednou